# Timbre commémoratif

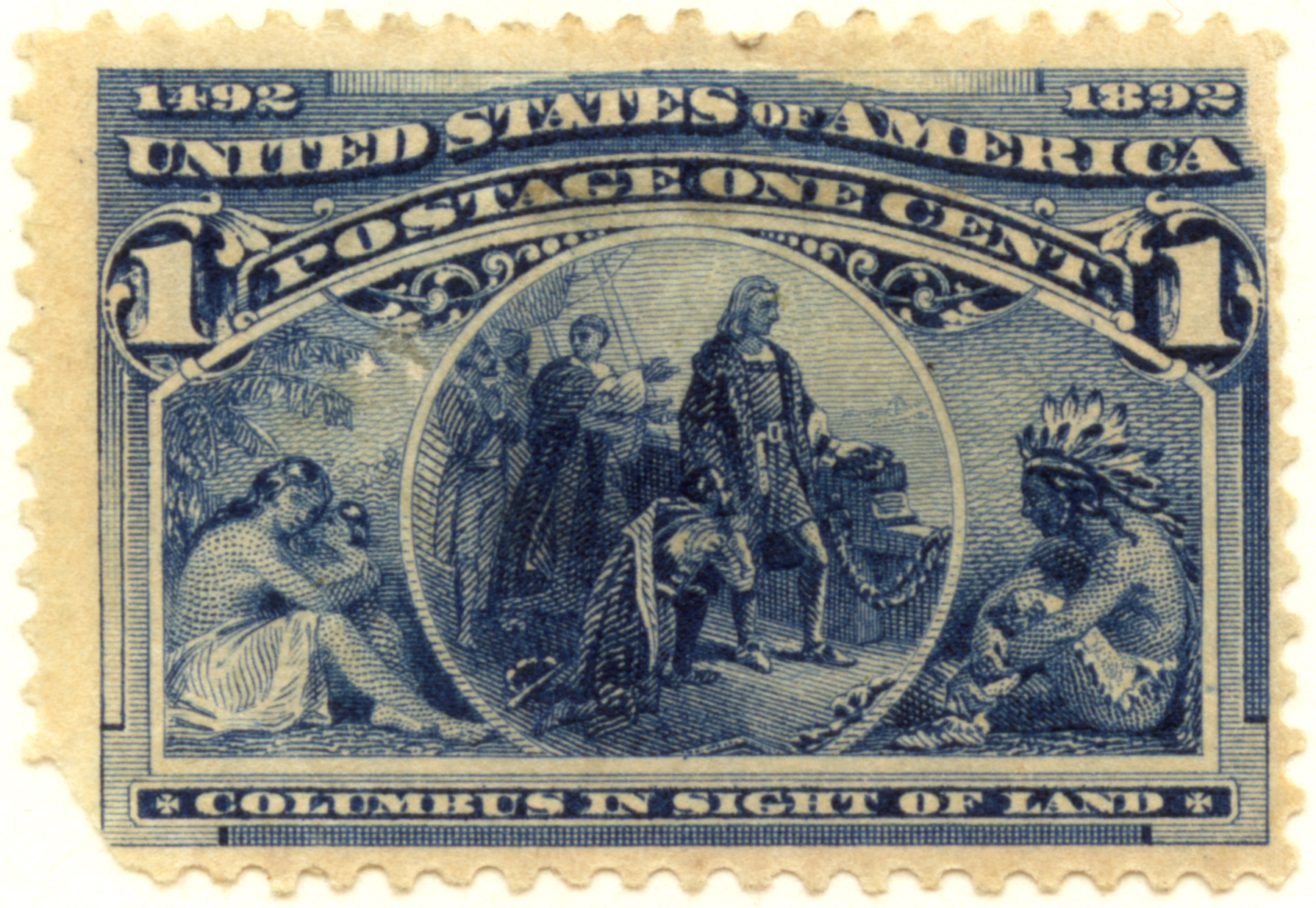
Timbre commémorant les 400 ans de l'arrivée de Christophe Colomb en Amérique dans le cadre de l'Exposition universelle de 1893.

Un timbre commémoratif est un timbre-poste dont la figurine commémore ou illustre un fait, un personnage ou un événement de manière ponctuelle ; il est généralement mis en vente pour une durée plus limitée que le timbre d'usage courant. Il s'oppose à ce dernier, émis en grand nombre et dont l'illustration sert plusieurs années, de façon à rentabiliser sa création.
Un des intérêts pour les administrations postales est qu'une grande partie de ces timbres ne sera pas utilisée par leurs acheteurs. Elles conserveront le produit de la vente sans la contrepartie du transport du courrier.

## Les premiers timbres commémoratifs
Plusieurs timbres sont candidats à la dénomination de « premier timbre commémoratif ». Par exemple, aux États-Unis en 1866, un timbre fut émis à l'effigie d'Abraham Lincoln, un an après sa mort mais il n'est pas officiellement considéré comme un commémoratif. Toujours aux États-Unis, en 1876, un entier postal a été émis à l'occasion de l'Exposition universelle de 1876, mais il s'agit d'un entier postal et non d'un timbre au sens strict.
Le premier qui fait l'objet d'un large consensus a été émis en 1888 en Nouvelle-Galles du Sud, à l'occasion du centenaire de la constitution de ce pays.

## Collections

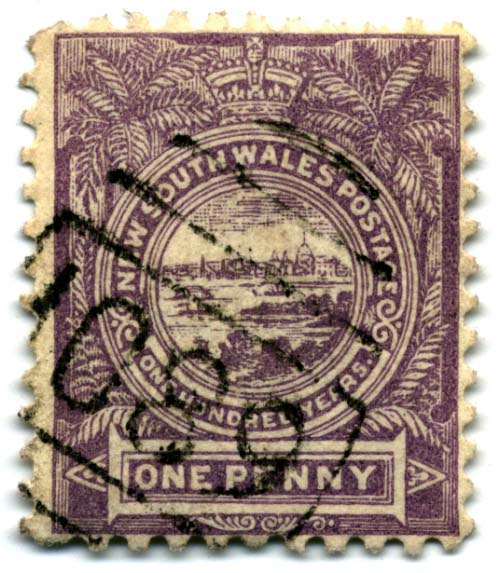
1 penny des Nouvelle-Galles du Sud émis en 1888.

Les timbres commémoratifs, tout en intéressant l'ensemble des philatélistes, sont à la base de la philatélie thématique. Les philatélistes thématiques trouvent à illustrer leur collection à l'aide de ceux de ces timbres qui cadrent avec leur thème.

## Promotion des timbres commémoratifs
Les moyens les plus répandus pour faire connaître la parution d'un timbre commémoratif consistent:
- à en célébrer le premier jour d'émission, en  ouvrant un bureau temporaire qui applique un cachet spécial censé n'être utilisé qu'une journée. La perspective d'obtenir ce cachet spécial mobilise de nombreux collectionneurs.
- à émettre ce commémoratif à l'occasion de la Journée du timbre, qui se tient tous les ans en marge d'une exposition philatélique, dans un certain nombre de villes du pays, et où un bureau temporaire dispose d'un cachet commémoratif de la journée.